# Парк Рапидс (Минесота)
Парк Рапидс (енгл. Park Rapids) град је у америчкој савезној држави Минесота.

## Демографија
По попису из 2010. године број становника је 3.709, што је 433 (13,2%) становника више него 2000. године.
| Група             | 2000.         | 2010.         |
| Белци             | 3.124 (95,4%) | 3.397 (91,6%) |
| Афроамериканци    | 10 (0,3%)     | 14 (0,4%)     |
| Азијати           | 12 (0,4%)     | 4 (0,1%)      |
| Хиспаноамериканци | 35 (1,1%)     | 139 (3,7%)    |
| Укупно            | 3.276         | 3.709         |